# ساسوگا کیوکاوا
ساسوگا کیوکاوا (ژاپنی: 清川 流石؛ زادهٔ ۲۰ ژوئیهٔ ۱۹۹۶) یک بازیکن فوتبال اهل ژاپن است.
از باشگاه‌هایی که در آن بازی کرده‌است می‌توان به باشگاه فوتبال اهیمه اشاره کرد.